# ルドルフ・トレヴィラーヌス

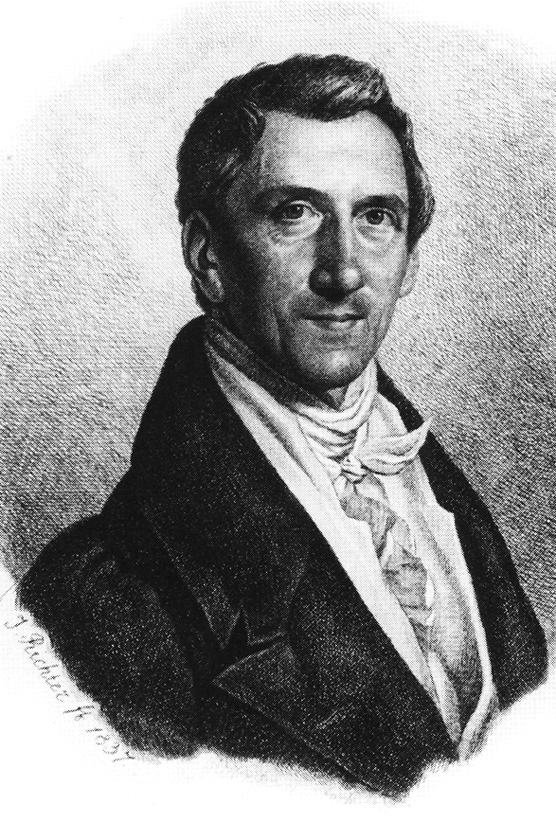
Ludolph Christian Treviranus.

ルドルフ・クリスチャン・トレヴィラーヌス（Ludolph Christian Treviranus、1779年9月10日 - 1864年5月6日）はドイツの植物学者である。植物の細胞構造に関する研究で知られる。動物の進化に関する先駆的な著作を残した動物学者、ゴットフリート・ラインホルト・トレヴィラーヌスの弟である。

## 略歴
ブレーメンで生まれた。イェーナ大学で医学を学んだ。植物学を、アウグスト・バッシュ(August Batsch)、に学び、フリードリヒ・シェリングやヨハン・ゴットリープ・フィヒテの自然哲学の影響を受けた。1801年に学位を得て、医師として働いた後、1807年からブレーメンの高校の教授となった。
1812年にロストック大学の博物学と植物学の教授となり、大学の植物園長も務めた。1816年にハインリヒ・リンクの後任としてブレスラウ大学（現ヴロツワフ大学）の植物学の教授となった。1827年から学長も務めた。1830年にネース・フォン・エーゼンベックの後任としてボン大学の教授を務めた。
初期には植物生理学や植物解剖学を研究し、有性生殖の研究や植物細胞の構造を研究した。
1820年にドイツ科学アカデミーレオポルディーナの会員に選ばれた
。イワタバコ科の植物の属名、Treviranaに献名された。

## 著作
- Vom inwendigen Bau der Gewächse (1806)
- Beiträge zur Pflanzenphysiologie (1811)
- Von der Entwickelung des Embryo und seiner Umhüllungen im Pflanzenei (1815)
- Physiologie der Gewächse (1835-38, 2 Bände)